# Praia Grossa

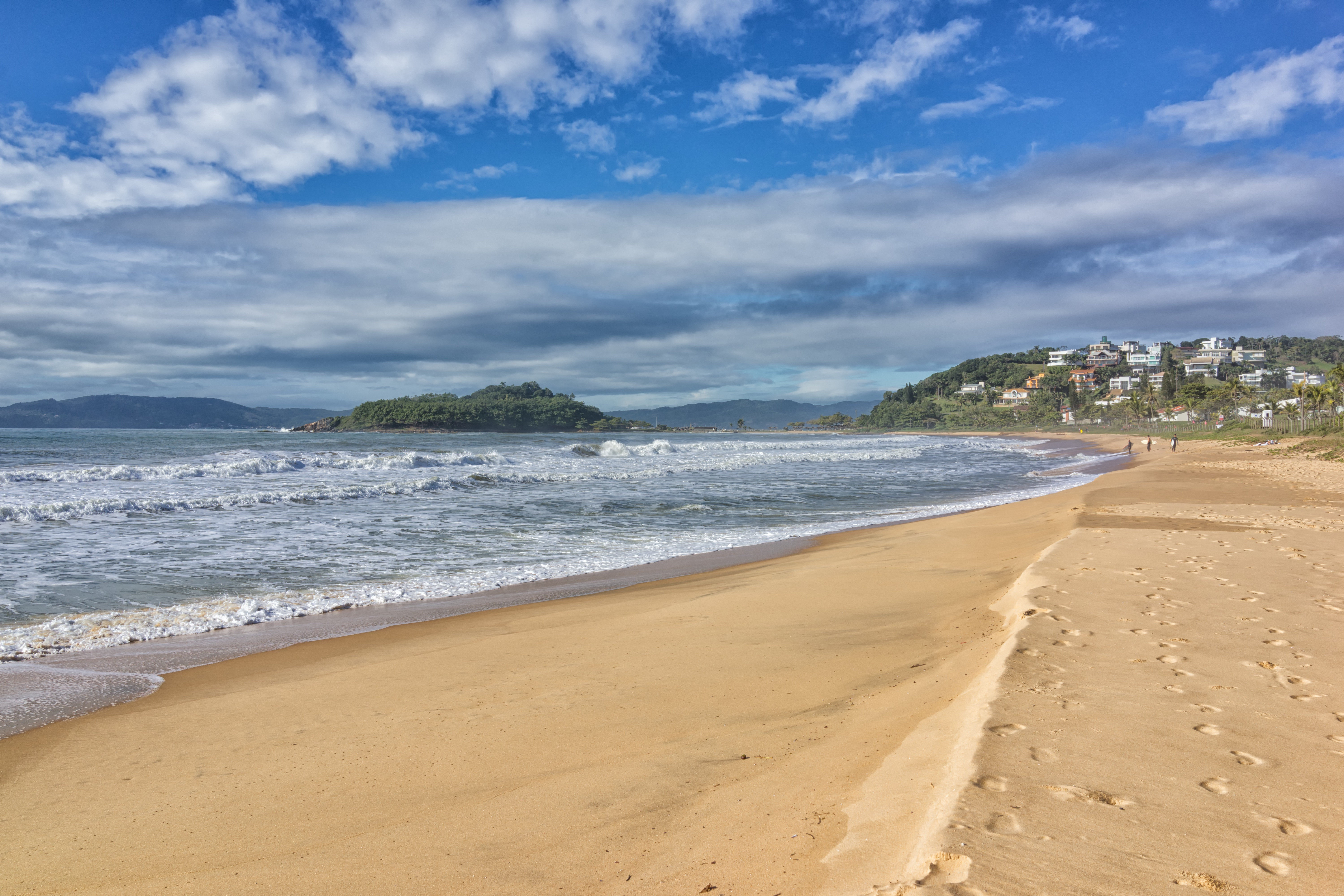
Praia Grossa

A Praia Grossa, também conhecida como Praia do Cabeço, é uma praia localizada na cidade de Itapema, no estado brasileiro de Santa Catarina. Compreende uma faixa de 563 metros de extensão e apresenta uma elevada quantidade de área verde, sendo frequentada por turistas e praticantes de esportes como surfe e trekking.